# Gammsätter
Gammsätter is een plaats in de gemeente Nordanstig in het landschap Hälsingland en de provincie Gävleborgs län in Zweden. De plaats heeft 61 inwoners (2005) en een oppervlakte van 27 hectare.